# Ghymes
Ghymes là một ban nhạc của các thành viên người Hungary sống tại Slovakia, được thành lập tại Đại học Sư phạm ở Nitra năm 1984, bởi các nhạc sĩ với những trải nghiệm âm nhạc khác nhau, từ cổ điển đến rock và nhạc Phục hưng.

## Thành viên
- Gyula Szarka
- Tamás Szarka
- Csaba Kún
- Péter Jelasity
- András Jász
- Szabolcs Nagy
- Tamás Széll
- János Lau
- Imre Molnár
- Bori Varga

## Danh sách đĩa nhạc
- 1988: Az ifjúság sólyommadár
- 1991: Ghýmes
- 1993: Üzenet
- 1995: Bennünk van a kutyavér
- 1996: Tűzugrás
- 1998: Rege
- 2000: Smaragdváros
- 2001: Üzenet
- 2002: Héjavarázs
- 2003: Ghymes koncert
- 2004: éGHYMESe
- 2005: Csak a világ végire...
- 2006: Messzerepülő
- 2007: Mendika
- 2008: Álombálom
- 2010: Szikraszemű
- 2016: Mennyből az angyal

Bản phát hành khác
- 2001: A nagy mesealbum
- 2002: Bakaballada
- 2003: A nagy mesealbum II.
- 2006: Üvegtigris 2

Bản phát hành của thành viên

Gyula Szarka
- 2004: Alku
- 2007: Bor és a lányka

Tamás Szarka
- 2004: Anonymus